# 科爾曼山
77°33′S 163°22′E / 77.550°S 163.367°E
科爾曼山是南極洲的山峰，位於維多利亞地的斯科特海岸，處於英聯邦冰川以東，海拔高度1,110米，由羅伯特·斯科特率領的英國探險隊繪入地圖，以地質學家命名。